# Positieve lijst
Een positieve lijst of positieflijst is een opsomming van zaken die, al dan niet wettelijk, toegelaten worden. Het contrasteert met een negatieve lijst van zaken die niet toegelaten zijn.
Enkele voorbeelden van positieve lijsten zijn:
- Lijst van pesticiden die door de Europese Unie zijn toegelaten;
- Lijst van E-nummers;
- Lijst van toegestane huisdieren in België
- Lijst van toegestane huisdieren in Nederland